# Incomplete (chanson des Backstreet Boys)
Singles de Backstreet Boys
Drowning
(2001) Just Want You to Know
(2005)
Clip vidéo
[vidéo] « Incomplete », sur YouTube
Incomplete est une chanson du boys band américain Backstreet Boys extraite de leur cinquième album studio, intitulé Never Gone et sorti (aux États-Unis) le 14 juin 2005.
Aux États-Unis, la chanson a été publiée en single le 1er avril 2005, environ deux mois et demi avant la sortie de l'album. C'était le premier single tiré de cet album.
La chanson a débuté à la 55e place du Hot 100 du magazine américain Billboard pour la semaine du 23 avril 2005 et atteint la 13e place dans la semaine du 4 juin.
Au Royaume-Uni, la chanson a débuté à la 8e place du hit-parade des singles pour la semaine du 3 au 9 juillet 2005. Elle a également atteint le top 10 dans plusieurs autres pays, y compris l'Allemagne, l'Autriche, la Suisse, les Pays-Bas, la Suède, la Norvège, le Danemark, l'Italie et l'Espagne et la 1re place en Australie.